# Liste der Kulturgüter von nationaler Bedeutung im Kanton Jura
Diese Liste enthält alle national bedeutenden Kulturgüter (A-Objekte, geregelt in KGSV) im Kanton Jura, die in der Ausgabe 2009 (Stand: 1. Januar 2018) des Schweizerischen Inventars der Kulturgüter von nationaler und regionaler Bedeutung vermerkt sind. Sie ist nach politischen Gemeinden sortiert; enthalten sind 29 Einzelbauten, sechs Sammlungen und elf archäologische Fundstellen.

## Abkürzungen
- A: Archäologie
- Arch: Archiv
- B: Bibliothek
- E: Einzelobjekt
- M: Museum
- O: Mehrteiliges Objekt

## Inventar nach Gemeinde

### Alle
| KGS-Nr. | Foto | Objektbezeichnung                                        | Typ | Adresse | Koordinaten     |
| ------- | ---- | -------------------------------------------------------- | --- | ------- | --------------- |
| 03446   |      | Noir Bois (jungsteinzeitliche/mittelalterliche Siedlung) | A   |         | 575551 / 251975 |
| 03447   |      | Pré Monsieur (jungsteinzeitliche Siedlung)               | A   |         | 575051 / 252025 |

### Basse-Allaine
| KGS-Nr. | Foto | Objektbezeichnung                     | Typ | Adresse                    | Koordinaten     |
| ------- | ---- | ------------------------------------- | --- | -------------------------- | --------------- |
| 03474   |      | Prairie Dessous (gallorömische Villa) | A   | Buix, Prairie Dessous      | 568922 / 259341 |
| 03550   |      | Ehemaliges Priorat Grandgourt         | E   | Courtemaîche, Grandgourt 3 | 570530 / 257868 |

### Boncourt
| KGS-Nr. | Foto | Objektbezeichnung        | Typ | Adresse                     | Koordinaten     |
| ------- | ---- | ------------------------ | --- | --------------------------- | --------------- |
| 10069   |      | Bauernhof Chavon-Dessous | E   | Impasse du Chavon-Dessous 1 | 567929 / 260742 |

### Clos du Doubs
| KGS-Nr. | Foto | Objektbezeichnung                                    | Typ | Adresse                         | Koordinaten     |
| ------- | ---- | ---------------------------------------------------- | --- | ------------------------------- | --------------- |
| 03557   |      | Schloss Montvoie                                     | E   | Ocourt, Valbert                 | 571151 / 246190 |
| 03607   |      | Kollegium, Kloster und ehemalige Kirche Saint-Pierre | A O | Saint-Ursanne, Rue de la Tour   | 578461 / 246030 |
| 03614   |      | Doubs-Brücke                                         | E   | Saint-Ursanne, Rue de 3 Février | 578561 / 245950 |
| 03618   |      | Festungsanlagen                                      | O   | Saint-Ursanne                   | 578541 / 246300 |
| 09586   |      | Mittelalterliche Stadt                               | A   | Saint-Ursanne                   | 578501 / 246000 |
| 10078   |      | Bauernhof                                            | E   | Montmelon, Chez Danville 5      | 580995 / 245538 |

### Cornol
| KGS-Nr. | Foto | Objektbezeichnung                                            | Typ | Adresse | Koordinaten     |
| ------- | ---- | ------------------------------------------------------------ | --- | ------- | --------------- |
| 03487   |      | Mont-Terri (prähistorische Siedlung / mittelalterliche Burg) | A   |         | 579051 / 248970 |

### Courgenay
| KGS-Nr. | Foto | Objektbezeichnung                          | Typ | Adresse            | Koordinaten     |
| ------- | ---- | ------------------------------------------ | --- | ------------------ | --------------- |
| 09584   |      | Pierre-Percée (jungsteinzeitlicher Dolmen) | A   | Rue Général-Comman | 575851 / 250630 |

### Delémont
| KGS-Nr. | Foto | Objektbezeichnung                                      | Typ | Adresse               | Koordinaten     |
| ------- | ---- | ------------------------------------------------------ | --- | --------------------- | --------------- |
| 03508   |      | Chapelle du Vorbourg mit Votivgabe                     | O   | Route du Vorbourg 188 | 593921 / 247641 |
| 03509   |      | Fürstbischöfliches Schloss                             | E   | Rue du 23-Juin 21–25  | 592769 / 245886 |
| 03510   |      | Kirche Saint-Marcel                                    | E   | Place de l’Église 3   | 592815 / 245974 |
| 03511   |      | Jurassisches Kunsthistorisches Museum sowie Tour Rouge | O   | Rue de 23-Juin 52     | 592701 / 245961 |
| 03527   |      | Rotonde de Delémont                                    | O   | Route de Moutier      | 594001 / 245850 |
| 08685   |      | Jurassisches Kunsthistorisches Museum (Sammlung)       | M   | Rue de 23-Juin 52     | 592702 / 245946 |

### Fahy
| KGS-Nr. | Foto | Objektbezeichnung | Typ | Adresse         | Koordinaten     |
| ------- | ---- | ----------------- | --- | --------------- | --------------- |
| 10070   |      | Bauernhaus        | E   | Bout-Dessous 18 | 563340 / 252002 |
| 10071   |      | Wohnhaus          | E   | Bout-Dessous 19 | 563320 / 251982 |

### Haute-Sorne
| KGS-Nr. | Foto | Objektbezeichnung              | Typ | Adresse                       | Koordinaten     |
| ------- | ---- | ------------------------------ | --- | ----------------------------- | --------------- |
| 03493   |      | Kirche Saint-Germain-d’Auxerre | E   | Courfaivre, Chemin des Reus 1 | 588228 / 242590 |
| 10072   |      | Bauernhaus                     | E   | Glovelier, Au Village 17      | 582136 / 242447 |

### La Baroche
| KGS-Nr. | Foto | Objektbezeichnung             | Typ | Adresse                 | Koordinaten     |
| ------- | ---- | ----------------------------- | --- | ----------------------- | --------------- |
| 03453   |      | Burgruinen, abgegangene Stadt | A   | Asuel                   | 582741 / 249840 |
| 10077   |      | Bauernhaus                    | E   | Miécourt, Grand-Rue 101 | 580113 / 252941 |

### La Chaux-des-Breuleux
| KGS-Nr. | Foto | Objektbezeichnung | Typ | Adresse        | Koordinaten     |
| ------- | ---- | ----------------- | --- | -------------- | --------------- |
| 10074   |      | Bauernhaus Nr. 22 | E   | Bas du Village | 568958 / 230009 |

### Le Bémont
| KGS-Nr. | Foto | Objektbezeichnung | Typ | Adresse     | Koordinaten     |
| ------- | ---- | ----------------- | --- | ----------- | --------------- |
| 03457   |      | Bauernhaus        | E   | La Bosse 38 | 568201 / 235500 |

### Le Noirmont
| KGS-Nr. | Foto | Objektbezeichnung | Typ | Adresse        | Koordinaten     |
| ------- | ---- | ----------------- | --- | -------------- | --------------- |
| 03555   |      | Bauernhaus        | E   | Les Esserts 32 | 562587 / 229332 |

### Les Breuleux
| KGS-Nr. | Foto | Objektbezeichnung | Typ | Adresse          | Koordinaten     |
| ------- | ---- | ----------------- | --- | ---------------- | --------------- |
| 03472   |      | Bauernhaus        | E   | Peu-Girard 46a   | 565618 / 228919 |
| 10075   |      | Bauernhaus        | E   | Sur le Cratan 13 | 566546 / 228541 |

### Les Genevez
| KGS-Nr. | Foto | Objektbezeichnung                   | Typ | Adresse                                           | Koordinaten     |
| ------- | ---- | ----------------------------------- | --- | ------------------------------------------------- | --------------- |
| 03539   |      | Jurassisches Bauernmuseum (Gebäude) | E   | Les Clos-Dessus 10 / Rue du Musée 15              | 576810 / 234293 |
| 10076   |      | Bauernhaus Nr. 35                   | E   | Bas du Village, Le Caire 15 / Milieu du Village 8 | 576601 / 233900 |

### Pleigne
| KGS-Nr. | Foto | Objektbezeichnung                                                             | Typ | Adresse      | Koordinaten     |
| ------- | ---- | ----------------------------------------------------------------------------- | --- | ------------ | --------------- |
| 03558   |      | Ehemaliges Priorat Löwenburg                                                  | A O | Le Löwenburg | 590619 / 253645 |
| 03559   |      | Löwenburg (altsteinzeitliche Siedlung und jungsteinzeitliche Feuersteinminen) | A   | Le Löwenburg | 591401 / 254050 |

### Porrentruy
| KGS-Nr. | Foto | Objektbezeichnung                                                                      | Typ  | Adresse                     | Koordinaten     |
| ------- | ---- | -------------------------------------------------------------------------------------- | ---- | --------------------------- | --------------- |
| 03567   |      | Schloss Porrentruy                                                                     | O    | Chemin du Château           | 572364 / 252140 |
| 03568   |      | Kirche, Jesuitenkollegium und Seminar                                                  | O    | Place Blarer-de-Wartensee 2 | 572610 / 251556 |
| 03569   |      | Kirche Saint-Pierre                                                                    | E    | Rue de l‘Eglise 15          | 572681 / 251733 |
| 03571   |      | Hôtel de Gléresse                                                                      | E    | Rue des Annonciades 10      | 572529 / 251728 |
| 03572   |      | Hôtel-Dieu mit Apotheke                                                                | E    | Grand‘Rue 5                 | 572596 / 251825 |
| 08686   |      | Hôtel-Dieu (Museum)                                                                    | M    | Grand‘Rue 5                 | 572596 / 251825 |
| 08687   |      | Jurassisches Naturwissenschaftsmuseum und Botanischer Garten von Porrentruy (Sammlung) | M    | Route de Fontenais 21       | 572771 / 251553 |
| 08784   |      | Kantonsarchiv                                                                          | Arch | Rue Pierre-Péquignat 9      | 572491 / 251888 |
| 08826   |      | Archivbestand des ehemaligen Fürstbistums Basel                                        | Arch | Rue des Annonciades 10      | 572529 / 251727 |
| 09334   |      | Jurassische Kantonsbibliothek                                                          | B    | Rue Pierre-Péquignat 9      | 572499 / 251891 |

### Saint-Brais
| KGS-Nr. | Foto | Objektbezeichnung                                                             | Typ | Adresse              | Koordinaten     |
| ------- | ---- | ----------------------------------------------------------------------------- | --- | -------------------- | --------------- |
| 09585   |      | Le Mont / Saint-Brais III, paläolithische und spätbronzezeitliche Unterstände | A   | Impasse de la Grotte | 577581 / 240200 |